# アレクサンドロス大王の前に出たダレイオスの家族
『アレクサンドロス大王の前に出たダレイオスの家族』（伊: La famiglia di Dario ai piedi di Alessandro, 英: The Family of Darius before Alexander）は、イタリア、ルネサンス期のヴェネツィア派の画家パオロ・ヴェロネーゼが1565年から1570年頃に制作した絵画である。油彩。ヴェロネーゼを代表する作品の1つで、主題はペルシア王ダレイオス3世に勝利した後に語られているアレクサンドロス大王とダレイオス3世の家族の物語から取られている。ヴェロネーゼは以前に同主題の別のバージョンを制作したが失われている。16世紀以来ヴェネツィアの貴族のピザーニ家が所有したことで知られる。現在はロンドンのナショナル・ギャラリーに所蔵されている。

## 物語
紀元前333年、アレクサンドロス大王はイッソスの戦いでアケメネス朝の最後の王であるダレイオス3世を破った。ダレイオス3世は捕獲を免れたが、王妃スタテイラ1世、母后シシュガンビス、および王女のスタテイラ2世とドリュペティスの4人はアレクサンドロス大王に捕らえられた。アレクサンドロス大王は勝利により彼女たちを寛容に遇した。プルタルコスによると、彼は「彼女たちの従者や、あるいは以前に彼女たちに払われていた配慮と敬意を何ら減ずることはなく、それどころか彼女たちがその暮らしぶりを維持できるように以前よりもさらに大きな恩給を認めた。しかし、これらの使用法の高貴で最も王者にふさわしい部分は、彼がこれらの名高い捕虜を彼女たちの美徳と品性に照らして遇したことだった」。ダレイオス3世の王妃スタテイラ1世はその美貌で有名だったが、「アレクサンドロス大王は、敵を征服するよりも彼自身が統治することのほうが王者にふさわしいと見なし、彼女たちのいずれとも親密な関係を求めなかった」。
絵画はプルタルコスでは言及されていないが、アッリアノス、ウァレリウス・マクシムス、クイントゥス・クルティウス・ルフスなど、後期の古典作家たちによって語られているダレイオス3世の母シシュガンビスに関する誤解に焦点を当てている。クイントス・クルティウス・ルフスの『アレクサンドロス大王伝』によると、アレクサンドロス大王は2人が子供だったので、親しい友人であり相談相手であったヘファイスティオンだけを伴って女たちのテントに入った。シシュガンビスは背の高いヘファイスティオンをアレクサンドロス大王と間違えて彼の前にひざまずき、慈悲を乞った。彼女の誤解に気づくと、アレクサンドロス大王はヘファイスティオンもまたアレクサンドロス大王であると堂々と言った。これは勘違いしたシシュガンビスの当惑を和らげるとともに、友人への褒め言葉となった。

## 作品
構図はシシュガンビスの混乱を反映して、アレクサンドロス大王とヘパイスティオンの両義性を維持している。一般的に、研究者はアレクサンドロス大王が左側に立ったヘファイスティオンを指しながら会話しているかのような身振りをした、赤い服の若い男性であることに同意しているが、一部の美術史家はその解釈に異議を唱え、2人の人物のアイデンティティを逆転させている。彼らの正確な特定に関して不確実性が継続していることは、ヴェロネーゼの「絵画的知性」の証拠と見なされている。

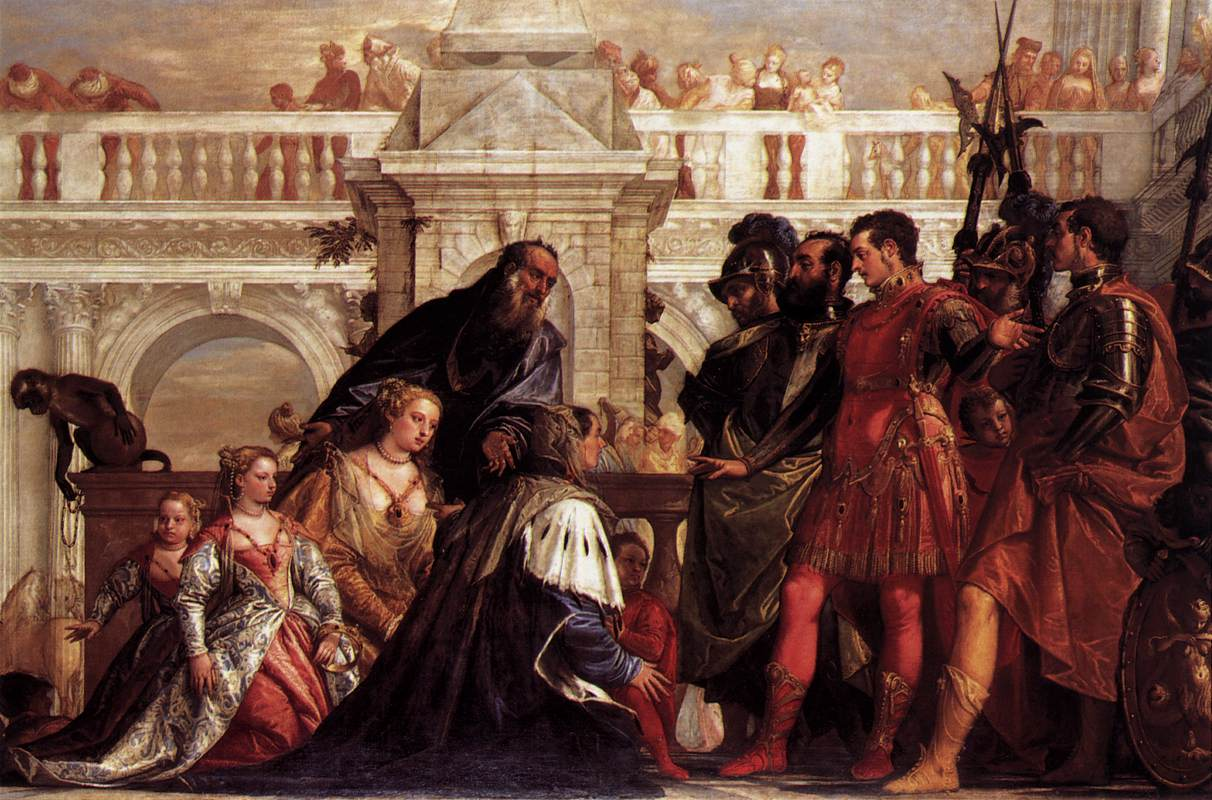
中央グループのディテール。ダレイオス3世の家族がアレクサンドロス大王とヘファイスティオンに提示されている。

物語の精神を尊重しながらも、ヴェロネーゼは絵画においてテントではなく宮殿のホールで対面が行われるという形に舞台設定を変更した。素晴らしい衣装は古代ギリシアや極東ではなく、ヴェロネーゼが住んでいたヴェネツィアのものである。ヴェロネーゼは、彼の歴史画で慣例となっているように、同時代の人々の肖像画を絵画に挿入したと長い間考えられてきた。人物はピザーニ家の成員をモデルにしていると示唆されているが、あるいは、ひざまずく少女はヴェロネーゼの娘であり、それらを提示する廷臣は芸術家の自画像であると提案されている。別の解釈では、ヴェロネーゼはアレクサンドロス大王の後ろに立っている人物像として現れているが、家族をアレクサンドロス大王に紹介するのはパトロンのフランチェスコ・ピザーニである。最近、美術史家ニコラス・ペニーは、絵画に描かれた貴族の洗練された特徴は特定のモデルに基づいたものではなく、画家の想像力の産物であるとしている。
絵画の演劇的なデザインは、最も著名な人物を浅い最前景のステージに配置している。彼らのすぐ後ろには、小姓、ハルバードを持った兵士、矮人、犬、猿といった鑑賞者の目を楽しませる人の集まりがあり、さらに遠くには、建築学的なしきりである画面と平行したアーチ型の遊歩道があり、さらに多くの観客を支えている。これらは登場人物たちが列をなしている絵画の特徴を補強するための人物や建築物の配置をともなう、ヴェロネーゼに典型的な絵画の好みである。遠くのアーチの曲線は嘆願する前景の人物の動きを反映しているが、シシュガンビスの身ぶりは中央に垂直に立つ噴水と一致し、それによって強化されている。建築幾何学は人物の動きを整理している。
画布はヴェロネーゼが好んだタイプであり、斜めのツイルパターンを作成する糸の配置を備えていることが分析から判明している。ヴェロネーゼはしばしば明るい色で下塗りをした上に絵画を描くことを好んだが、本作品の制作においても、彼のより大規模な多くの作品と同様に無地のジェッソだけでキャンバスを準備している。ヴェロネーゼは定期的に多くの準備スケッチを作成したが、本作品に取り組んでいる間、後からの思い付きで主要人物のグループのすぐ後ろに人物が描かれたバルコニーを描いたり、左の背景に軽くスケッチした馬や人物を追加するなどを含む大幅な修正を行っている。

## 来歴と評価
『アレクサンドロス大王の前に出たダレイオスの家族』はヨハン・ヴォルフガング・フォン・ゲーテが1786年にヴェネツィアを訪れた際に言及した唯一の絵画であった。ゲーテはピザーニ・モレッタ宮での滞在中に本作品を賞賛し、ピザーニの厚遇に感謝したヴェロネーゼが描いたという伝説を繰り返した。それによると、巨大な帆布はおそらく別荘で秘密裏に描かれ、画家が出発したときに巻き上げられて贈物としてベッドの下に残された。それ以来、この話は空想的と見なされてきた。
絵画が最初に記録されたのは、遺産の相続人ではないフランチェスコ・ピザーニの未亡人マリエッタ・モーリン（Marietta Molin）と、従兄弟であり相続人のザン・マッティオ・ピザーニ（Zan Mattio Pisani）がフランチェスコの邸宅をめぐって法的に争った1568年である。最近の研究によると、この絵画はフランチェスコ・ピザーニが最初に所有し、アンドレーア・パッラーディオの設計でモンタニャーナに建設されたヴィラ・ピザーニに収蔵されていた。ピザーニ家がカナル・グランデの宮殿を購入した1629年以降、絵画はおそらくヴェネツィアに移された。1664年には絵画はスウェーデン女王クリスティーナの代理人がローマのヴェネツィア大使と購入の交渉を試みるほど高く評価されていたが、ピザーニ家が提示した5,000ドゥカートはあまりにも高すぎると見なされ、将来的なすべての買い手を事実上落胆させた。その結果、絵画の複製が求められ、そのうちの1つは所有者から80ドゥカートと評価された。ナショナル・ギャラリーの館長チャールズ・ロック・イーストレイクは、1856年10月14日にヴェネツィアで絵画を調査し、交渉から4年後の1857年に美術館は絵画を13,650ポンドで購入した。この価格は法外と考えられ、1857年7月に第10代ウィームズ伯爵フランシス・チャータリスが「二流の標本」として絵画を攻撃したとき、この購入についてイギリスの庶民院で議論された。
美術評論家ジョン・ラスキンは絵画を「世界で最も貴重なパオロ・ヴェロネーゼ」と呼んだ。小説家ヘンリー・ジェイムズは1882年に書いている。